# M.U.D. TV
M.U.D. TV (Mad Ugly Dirty TV укр. Божевільне Потворне Брудне Телебачення) — відеогра у жанрі економічного симулятора, розроблена Realmforge Studios та видана Kalypso Media для Microsoft Windows 23 лютого 2010 року. Гра зосереджена навколо мультимедіа телерадіобізнесу, та створена як пародія на багато сучасних телеканалів.
У січні 2011 року Steam пропонував клієнтам, що передзамовили Dungeons, іншу гру від того ж видавця, безкоштовну копію M.U.D. TV.

## Відгуки
Два оглядачі Австралійського відеоігрового ток-шоу Good Game дали грі 6/10 та 8/10 балів.
Вебсайт Metacritic має загальний рейтинг гри у 53 бали, який заснований на 6 оглядах. Найкращий відгук був від PC Games (Німеччина), що оцінив гру в 78 %.